# Камени мост у Призрену
Камени мост у Призрену је мост преко реке Призренскe Бистрицe и симбол града Призрена, а повезује Трг „Шадрван“ и Сарачану. Дужине је 17 м, изграђен је крајем 15. или почетком 16. века и пешачког је типа.

## Историјат
Кроз Призрен протиче река Призренска Бистрица која дели град на два готово једнака дела. У прошлости на реци Призренској Бистрици саграђени су многи мостови, али је свакако најзначајнији Камени мост, који се претворио у симбол града. Камени мост се налази у старом градском језгру. Источно од овог моста налази се Араста мост, а западно од њега Налет мост. Овај мост директно повезује Трг „Шадрван“ и Сарачану.
Историјски извори не пружају податке о тачном времену његове изградње. На основу материјала, стила и технике градње, претпоставља се да је мост подигнут негде с краја 15. или почетком 16. века. Стари мост је сазидан од квалитетног клесаног камена повезаног кречним малтером. Стари мост има три лучна распона, од којих су два крајња мање величине, а средњи шири и виши. Некадашњи мост је био дуг око 30 м, а садашњи 17 м. Дужина већег лучног распона износи 10 м, а висина 5м. Дужина крајњих лучних распона је 4 м, а висина 3 м. Мост има и мали помоћни лук дужине 103 cm и висине 160 cm. Коловоз је широк 4,20 м и поплочан је калдрмом.
Мост има ограду од 40 cm која прати његову нивелацију, а служи искључиво за пешаке.  Током историје претрпео је велике промене, озбиљна структурална оштећења приликом изградње корита реке Бистрице, шездесетих година 20. века. Том приликом потпуно је затрпан његов лучни распон на левој обали реке, док је десни лук настрадао приликом изградње путног правца на десној страни моста, 1963. године. Међутим, мост су највише угрозили природни фактори. Поплава која се догодила 17.  и 18. новембра 1979. године проузроковала је урушавање читавог моста.
Призренци су се разочарани због урушавања моста окупили, тако да су према пројекту који је израдио инжењер М. Гојковић, дана 5. јуна 1982. године започели радови на његовој обнови. Рестаураторске радове извело је предузеће „Елан“, под наџором Завода за заштиту културних споменика у Призрену. Обновљени мост свечано је отворен дана 17. новембра 1982. године. На овај начин мост се природно вратио у своје окружење и наставља да обавља функцију пешачког моста.
Узимајући у обзир праве баштинске вредности, Камени мост је одлуком бр. 2345 од 31. децембра 1948. године стављен под заштиту државе. Стари мост је изграђен од квалитетног, прерађеног камена, међусобно повезаног са кречним малтером. Био је тролучни, средњи лук је већи, док су бочни лукови мањи. Размере моста су: Дужина некадашњег моста била је приближно 30м, док је дужина данашњег моста 17м. Дужина великог лука је 10м, висина 5м. Дужина бочних лукова је 4м, висина 3м. Мост има и један мали помоћни лук од 103 cm, висина 160 cm. Укупна целина (горње површине) је 4,20 м. Посут је калдрмом и има једну ограду од око 40 cm. која прети његовом нивелизирању, служио је само за пешаке.